# Кармен (Оклахома)
Ка́рмен (англ. Carmen) — місто (англ. town) в США, в окрузі Алфалфа штату Оклахома. Населення — 360 осіб (2020).

## Географія
Кармен розташований за координатами 36°34′45″ пн. ш. 98°27′28″ зх. д. / 36.57917° пн. ш. 98.45778° зх. д. (36.579091, -98.457784). За даними Бюро перепису населення США в 2010 році місто мало площу 3,91 км², уся площа — суходіл.

## Демографія
Згідно з переписом 2010 року, у місті мешкало 355 осіб у 164 домогосподарствах у складі 106 родин. Густота населення становила 91 особа/км². Було 222 помешкання (57/км²).
Расовий склад населення:
| - 96,9 % — білих - 0,8 % — корінних американців - 0,6 % — азіатів - 0,3 % — чорних або афроамериканців |

До двох чи більше рас належало 0,6 %. Частка іспаномовних становила 2,5 % від усіх жителів.
За віковим діапазоном населення розподілялося таким чином: 18,3 % — особи молодші 18 років, 55,2 % — особи у віці 18—64 років, 26,5 % — особи у віці 65 років та старші. Медіана віку мешканця становила 48,8 року. На 100 осіб жіночої статі у місті припадало 92,9 чоловіків; на 100 жінок у віці від 18 років та старших — 97,3 чоловіків також старших 18 років.
Середній дохід на одне домашнє господарство становив 53 613 долари США (медіана — 51 250), а середній дохід на одну сім'ю — 57 553 долари (медіана — 49 167). За межею бідності перебувало 8,3 % осіб, у тому числі 7,9 % дітей у віці до 18 років та 3,2 % осіб у віці 65 років та старших.
Цивільне працевлаштоване населення становило 231 осіб. Основні галузі зайнятості: сільське господарство, лісництво, риболовля — 23,4 %, освіта, охорона здоров'я та соціальна допомога — 17,3 %, транспорт — 10,8 %, будівництво — 9,5 %.